# Ōdate
Ōdate (大館市 Ōdate-shi?) este un municipiu din Japonia, prefectura Akita.